# Letty Lind
Letitia Elizabeth Rudge (Birmingham, 21 de diciembre de 1861 - Slough, 27 de agosto de 1923), conocida profesionalmente como Letty Lind, fue una actriz, cantante, bailarina y acróbata inglesa, conocida por su trabajo en burlesque en el Gaiety Theatre y en teatro musical en el Daly's Theatre en Londres.

## Trayectoria
Lind, hija de Elizabeth Rudge, actriz, y de Henry Rudge, fundidor de latón y fabricante de candelabros, era la mayor de cuatro hermanas, todas ellas artistas reconocidas e integrantes del grupo Rudge Sisters. También tenía dos hermanos que fueron fundidores de metales.
Lind apareció por primera vez en el escenario cuando tenía unos cinco años como Eva en La cabaña del tío Tom, luego realizó una gira con el artista y escritor estadounidense Howard Paul y su esposa, aproximadamente cuando tenía diez años. Los Paul la apodaron "La Petite Letitia".  Howard Paul se convirtió en el amante de Lind y tuvo dos hijos ilegítimos con ella: una niña que murió en la infancia (1878) y un hijo (Henry Horace Howard Paul Rudge (1880-1969), un comerciante de tabaco). Debutó en Londres bajo el nombre de "Letty Lind" en la farsa de Howard Paul, Locked Out en el Princess's Theatre en 1879. En 1881, dejó la compañía teatral.
Después de dejar la compañía de Paul, Lind apareció en Londres y en varios condados británicos durante más de veinte años, en obras de comedia, farsa y pantomima. La primera aparición en el Gaiety Theatre fue en diciembre de 1880 como actriz secundaria en The Nine Days' Queen de Robert Buchanan. En 1882, actuó en el Olympic Theatre en Los exiliados de Erin y en Little Miss Muffet en el Criterion Theatre. En 1882 volvió al Gaiety con Un príncipe loco. Pasó gran parte del año siguiente en el His Majesty's Theatre con una reposición de Le voyage dans la lune (Un viaje a la luna) de Jacques Offenbach. Continuó de gira por el Reino Unido durante los siguientes años en el drama Storm Beaten de Robert Buchanan, la pantomima Queen of Hearts y Fun in Bristol de George Faucett Rowe, entre otros espectáculos.

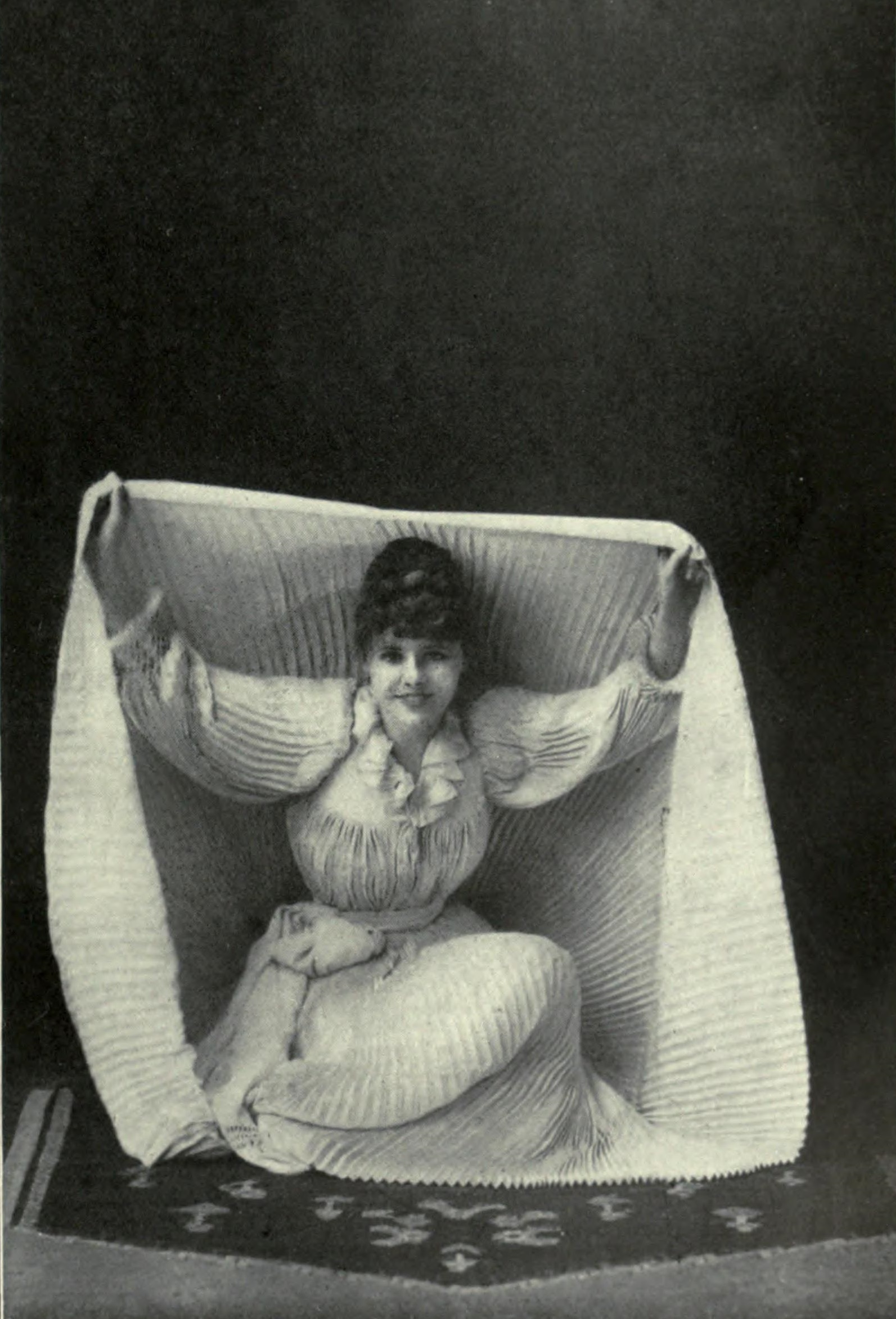
Letty Lind

En 1887, Lind inició su larga y exitosa asociación con George Edwardes en el Gaiety Theatre en una serie de burlesques, comenzando con Monte Cristo Jr., donde interpretó el papel de Mariette, que fue creado por Lottie Collins. Collins ideó su propia versión de danza y cancán en la interpretación de su exitosa canción 'Ta-ra-ra-boom-de-ay'.  En esta época, los fans de Lind empezaron a contarse por «decenas de miles» a medida que se extendía su fama. Más tarde, en 1887, actuó en Miss Esmeralda en el Gaiety.  Actuó con la compañía de Augustus Harris en el Teatro Drury Lane, interpretando a la princesa en El gato con botas.  Con la London Company de George Edwardes, pasó la mayor parte de 1888 y parte de 1889 en Australia y Estados Unidos. De regreso a Londres, apareció en Ruy Blas and the Blasé Roué (1889), interpretó a Mercedes en Carmen up to Data (1890) y a Euphrosynea en The Bride of Love (1890), donde su baile de platillos fue un punto culminante de la producción, y el papel principal en Cinder-Ellen Up Too Late (1891). También apareció en diversos eventos benéficos.
Por esta época, Lind se hizo famosa como skirt dancer, un tipo de baile popularizado por Kate Vaughn en la década de 1880 que estuvo muy de moda hasta alrededor de 1910. Fusionaba la gracia del ballet con el zapateado del step-dance, considerado vulgar y carente de elegancia. El baile dependía de la habilidad de la bailarina para manipular hasta 12 metros de tela en la falda de su traje. La ventaja del skirt dancer sobre el ballet era que la gente podía hacerlo en casa y se hizo popular entre todas las clases sociales. Lind supo diferenciarse de otras bailarinas porque contaba con el beneficio de una formación clásica que la mayoría de ellas no tenía, y a menudo añadía un toque acrobático al final de sus bailes. Cuando bailó en América en 1888, los críticos se sorprendieron al ver a una bailarina que no mostraba sus piernas ni sus pechos.
En 1892, el burlesque estaba perdiendo popularidad y la comedia musical se estaba apoderando de los escenarios de Londres. Aunque su voz para cantar era limitada, se decía que era bonita y ella la aprovechó al máximo, convirtiéndose en una popular intérprete de este género.
Su primer papel fue en el Teatro Shaftesbury como Maude en Morocco Bound (1893) que fue un gran éxito. Pasó al Trafalgar Square Theatre en enero de 1894 donde estuvo en cartel durante un total de 329 funciones. En este tiempo, Lind publicó un cuento en The Pelican. Se trataba de la historia de cómo una bailarina se las arregló durante una actuación cuando se le rompió el hilo de la enagua. En 1894 escribió la música de una canción, Dorothy Flop, que su hermana Adelaide Astor interpretó en una producción de The Lady Slavey.  La letra fue escrita por Adrian Ross. Más tarde actuó en Pick-me-up (1894), con George Grossmith, Jr. y Jessie Bond.

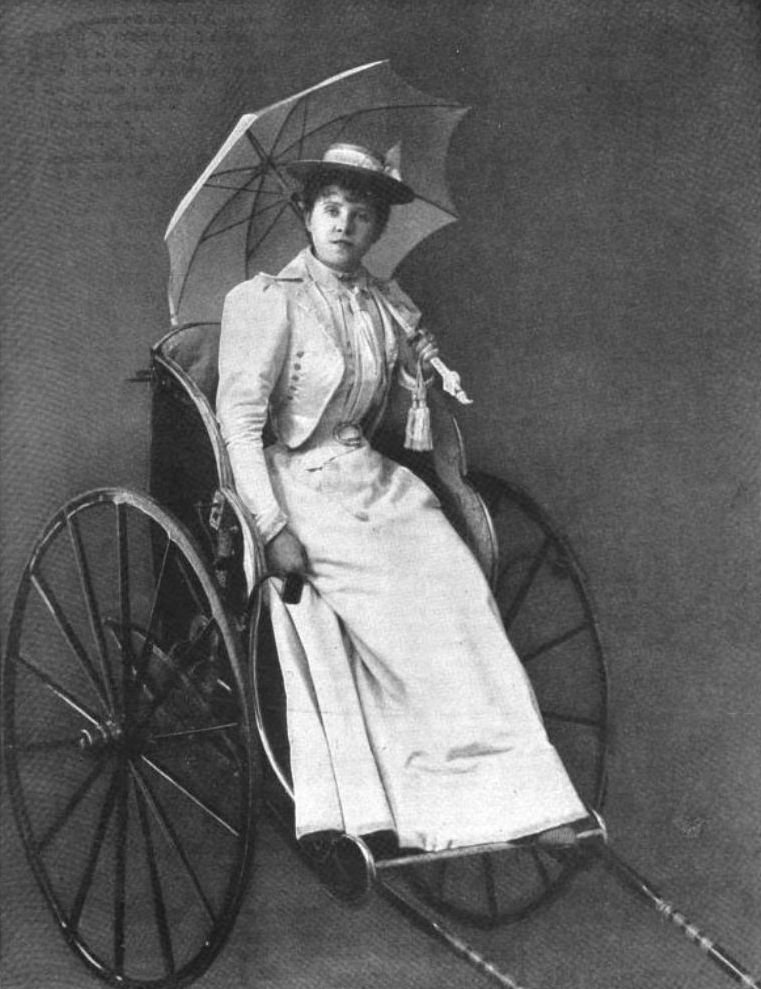
Letty Lind como Molly Seamore en The Geisha

Tras estas actuaciones, se reincorporó a la dirección de George Edwardes para protagonizar en el Daly's Theatre una serie de exitosos musicales: A Gaiety Girl (1894, como Alma Somerset), Go-Bang (1894, como Di Dalrymple), An Artist's Model (1895, como Daisy Vane), The Geisha (1896, como Molly Seamore) y A Greek Slave (1898, como Iris). Lind recibió excelentes críticas por sus papeles en estos musicales, destacando la gracia de su baile, su interpretación cómica, su dicción y sus dotes para la mímica y la imitación. Continuó apareciendo en eventos benéficos, incluidos los de Edmund Payne y Nellie Farren, y en sus propios espectáculos de music hall, cantando el repertorio de sus famosos papeles. Cantó en las salas de música sólo durante unos meses. En 1899, se cree que Lind hizo su única aparición en el Palace Theatre, en un programa que celebraba el 80 cumpleaños de Charles Morton. Ese mismo año volvió a interpretar a la princesa en la pantomima El gato con botas, esta vez en el Teatro Garrick.
También interpretó a Clotide en The Gay Pretenders de George Grossmith, Jr. en el Globe Theatre (1900) y a Ellen en The Girl from Kays en el Apollo Theatre (1902), su última actuación en un espectáculo del West End. En 1903, volvió a los escenarios para probar suerte nuevamente en las salas de música. Hizo su última aparición pública en el Gaiety Theatre, cantando uno de sus primeros éxitos, Listen to my tale of ay de Ruy Blas. Se retiró a la edad de 41 años.
Lind pasó el resto de su vida en Slough, Inglaterra, viviendo una vida pacífica en una granja. Era la más conocida de las cinco hermanas Rudge.Sarah Rudge, conocida profesionalmente como "Millie Hylton " (1870-1920), trabajó en el teatro y en las salas de música haciéndose un nombre como transformista. Elizabeth Rudge, una actriz del West End conocida profesionalmente como "Adelaide Astor" (1873-1951), se casó con George Grossmith, Jr. en 1895. Lydia Rudge, conocida profesionalmente como "Lydia Flopp" (1877-1963), apareció en pantomimas. La hermana Rudge más joven, Fanny Rudge, tuvo una larga y exitosa carrera en Australia bajo el nombre de "Fanny Dango" (1878-1972).
Además de su hijo con Howard Paul, tuvo otro hijo, John RH Rudge (n. 1892), cuyo padre fue reconocido como el tercer conde de Durham. No está claro cuándo comenzó su relación con Durham, pero sí está claro que continuó durante toda su vida. Lord Durham quería casarse con ella, pero no pudo hacerlo debido a las leyes de divorcio. Su esposa había estado en un sanatorio mental durante años y él no pudo romper sus vínculos matrimoniales con ella. 
Murió en su residencia en Brookside, Slough, a la edad de 61 años, después de haber enfermado bastante repentinamente ese año. Su obituario del Times decía: "Era muy bonita; era muy elegante; había algo atractivo en ella que casi podría llamarse infantil. Tenía un graznido extraño y muy atractivo en su voz, y un elemental, pequeño- una manera infantil de decir las cosas que las hacía particularmente atractivas, y hacía que lo que ella decía se quedara en la memoria con una permanencia que su ingenio o su punto de ninguna manera podrían justificar. Agregue a esto la encantadora ligereza y belleza de todos sus movimientos como ella. "Fue amante y una personalidad escénica (como la llamamos) que no se parecía a la de nadie más, y hay más que justificación para el brillo que enciende el recuerdo de sus actuaciones". El funeral de Lind tuvo lugar en la iglesia de St. Mary, Slough, el viernes 31 de agosto de 1923, y fue enterrada en el cementerio de Windsor.